# Agromyza nana

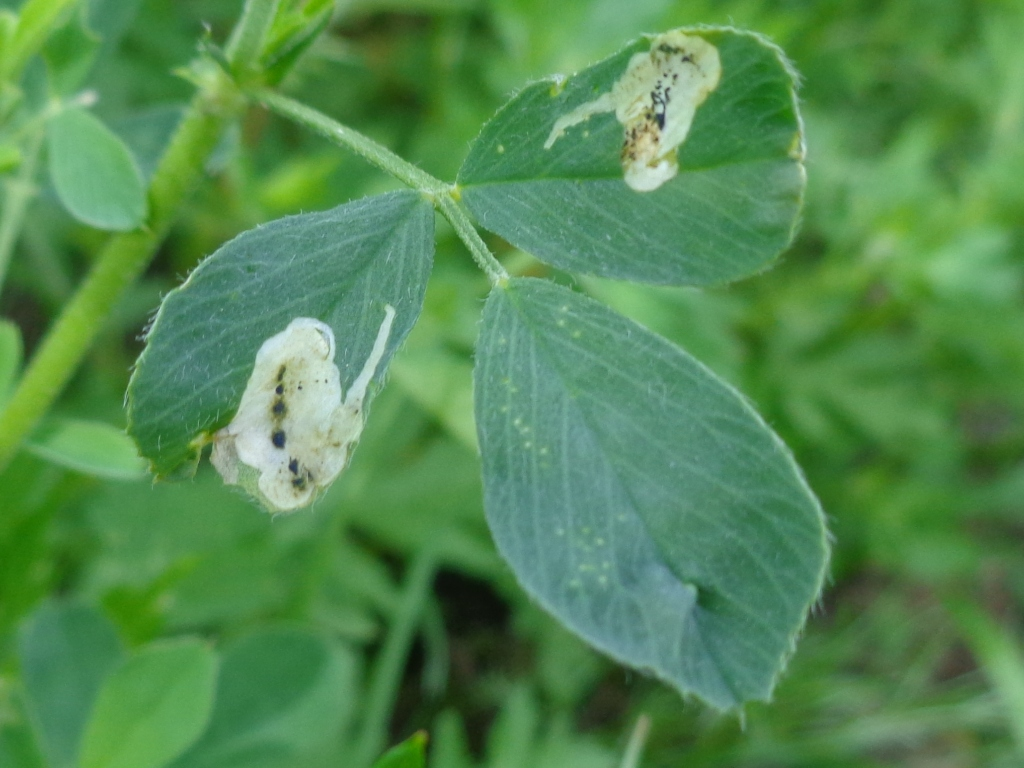
Minen an den Blättern einer Luzerne

Agromyza nana ist eine Fliege aus der Familie der Minierfliegen (Agromyzidae).

## Merkmale
Die Fliegen erreichen eine Körperlänge von 1,75–2,5 mm. Die Fliegen sind überwiegend schwarz gefärbt. Der interokulare Bereich ist rot gefärbt. Die ersten beiden Antennenglieder sind rot. Die Beine sind fast vollständig schwarz. Lediglich der Übergangsbereich zwischen Femora und Tibien ist rötlich.
Die gelben, beinlosen Larven besitzen keine Kopfkapsel.

## Verbreitung
Agromyza nana ist eine paläarktische Art. Ihr Verbreitungsgebiet reicht über Europa, Nordafrika und den  Nahen Osten bis nach Asien. Auf den Kanarischen Inseln ist die Art ebenfalls vertreten.

## Lebensweise
Die Larven entwickeln sich als Minierer in den Blättern verschiedener Hülsenfrüchtler (Fabaceae). Zu den Wirtspflanzen zählen Vertreter folgender Gattungen: Wundklee (Anthyllis), Hornklee (Lotus), Schneckenklee (Medicago), Steinklee (Melilotus), Esparsetten (Onobrychis), Kronwicken (Securigera), Klee (Trifolium), Trigonella und Wicken (Vicia). Bekannte Wirtsarten sind Weißklee (Trifolium repens), Wiesenklee (Trifolium pratense) und Luzerne (Medicago sativa). Die Larven beobachtet man üblicherweise von Juni bis Oktober. Die Verpuppung findet außerhalb der Mine statt.